# 시모무라 하쿠분
시모무라 하쿠분(下村博文, 1954년 5월 23일 ~ )은 일본의 정치가이다. 2013년 현재 일본의 문부과학상. 중의원 의원.

## 생애
일본 군마현 출신. 초등학교 3학년 때 아버지를 교통사고로 잃었다. 1979년 와세다대학교 교육학부를 졸업했다. 1989년 도쿄도 의원 선거 당선. 1996년 중의원 의원 첫 당선(자유민주당). 지역구는 중의원 도쿄도 제11구이다.